# Gottschea sphagnoides
Gottschea sphagnoides là một loài rêu tản trong họ Schistochilaceae. Loài này được (Schwägr.) Lindb. miêu tả khoa học lần đầu tiên năm 1870.